# Zale costifera
Zale costifera là một loài bướm đêm trong họ Erebidae.